# Лепёхинка (Саратовская область)
Лепёхинка — село в Краснокутском районе Саратовской области.
Население — 705 (2010).
Село расположено в южной части района на расстоянии 43 км от районного центра — города Красный Кут.

## История
Основано в связи со строительством станции Лепёхинская железнодорожной ветки Саратов - Астрахань (ветка построена в 1903-1907 годах). Станция названа в честь исследователя здешних мест академика И. И. Лепёхина. Станция Лепёхинская была построена в степи. На момент открытия станции ближайшими населёнными пунктами являлись расположенное в 7 верстах юго-восточнее немецкое село Сосновка (Ней Шиллинг) и в 10 верстах к северо-западу русское село Дьяковка.
В период существования Республики немцев Поволжья село относилось к Краснокутскому, с 1935 года — Экгеймскому кантону. 

28 августа 1941 года был издан Указ Президиума ВС СССР о переселении немцев, проживающих в районах Поволжья. Немецкое население АССР немцев Поволжья было депортировано. После ликвидации АССР немцев Поволжья село, как и другие населённые пункты Экгеймского кантона было передано Саратовской области.

## Население
Динамика численности населения по годам:
| 1910 | 1926 | 1987 | 2002 |
| ---- | ---- | ---- | ---- |
| 15   | 115  | ≈780 | 755  |

| 2002 | 2010 |
| ---- | ---- |
| 754  | ↘705 |

Национальный состав
Согласно результатам переписи 2002 года большинство населения составляли казахи (64 %) и русские (27 %).

## Инфраструктура
В селе имеются средняя образовательная школа, дом культуры, отделение связи. Рядом с селом — железнодорожная станция Лепёхинская Приволжской железной дороги.